# Meteora (Linkin Park album)
Meteora je drugi album nu metal skupine Linkin Park. Izšel je 2003 pri založbi Warner Bros..

## Seznam skladb
1. "Foreword" - 0:13
2. "Don't Stay" - 3:07
3. "Somewhere I Belong" - 3:33
4. "Lying from You" - 2:55
5. "Hit the Floor" - 2:44
6. "Easier to Run" - 3:24
7. "Faint" - 2:42
8. "Figure.09" - 3:17
9. "Breaking the Habit" - 3:16
10. "From the Inside" - 2:55
11. "Nobody's Listening" - 2:58
12. "Session (Instrumental)" - 2:24
13. "Numb" - 3:07